# Pons Saldaña
Ponciano B. Saldaña, detto Pons (19 novembre 1928 – Makati, 21 luglio 2006), è stato un cestista filippino.

## Carriera
Con le Filippine ha disputato i Giochi olimpici di Helsinki 1952 e i Campionati del mondo del 1954.